# Ларрі Орі
Ларрі Орі (англ. Larry Aurie; 8 лютого 1905, Садбері — 11 грудня 1952, Детройт) — канадський хокеїст, що грав на позиції правого нападника.
Володар Кубка Стенлі. Провів понад 500 матчів у Національній хокейній лізі.

## Ігрова кар'єра
Хокейну кар'єру розпочав 1921 року.
Протягом професійної клубної ігрової кар'єри, що тривала 19 років, захищав кольори команд «Лондон Пентерс», «Детройт Ред-Вінгс» та «Піттсбург Горнетс».
Загалом провів 513 матчів у НХЛ, включаючи 24 гри плей-оф Кубка Стенлі.

## Тренерська робота
Шість сезонів (1939—1944) тренував клуб АХЛ «Піттсбург Горнетс», причому перші чотири сезони, як граючий тренер команди.

## Нагороди та досягнення
- Володар Кубка Стенлі в складі «Детройт Ред-Вінгс» — 1936, 1937.
- Учасник матчу усіх зірок НХЛ — 1934.
- Перша команда всіх зірок НХЛ — 1937.

## Статистика
| Сезон        | Клуб                         | Ліга         | Регулярний сезон | Регулярний сезон | Регулярний сезон | Регулярний сезон | Регулярний сезон | Плей-оф | Плей-оф | Плей-оф | Плей-оф | Плей-оф |
| Сезон        | Клуб                         | Ліга         | І                | Г                | П                | О                | ШХ               | І       | Г       | П       | О       | ШХ      |
| ------------ | ---------------------------- | ------------ | ---------------- | ---------------- | ---------------- | ---------------- | ---------------- | ------- | ------- | ------- | ------- | ------- |
| 1921–22      | «Садбері Куб Вулвс»          | NOJHA        | 4                | 5                | 2                | 7                | 2                | 2       | 2       | 1       | 3       | 0       |
| 1922–23      | «Торонто Сент Майклз Майорс» | ОХА          | 7                | 16               | 4                | 20               | —                | 3       | 2       | 0       | 2       | —       |
| 1923–24      | «Садбері Вулвс»              | NOHA         | —                | —                | —                | —                | —                | —       | —       | —       | —       | —       |
| 1924–25      | «Садбері Вулвс»              | NOHA         | —                | —                | —                | —                | —                | —       | —       | —       | —       | —       |
| 1925–26      | «Галт Тер'єрс»               | ОХА          | 20               | 11               | 4                | 15               | 35               | 2       | 0       | 0       | 0       | 0       |
| 1926–27      | «Лондон Пентерс»             | КАХЛ         | 32               | 14               | 7                | 21               | 38               | 4       | 4       | 0       | 4       | 4       |
| 1927–28      | «Детройт Кугарс»             | НХЛ          | 44               | 13               | 3                | 16               | 43               | —       | —       | —       | —       | —       |
| 1928–29      | «Детройт Кугарс»             | НХЛ          | 35               | 1                | 1                | 2                | 26               | 2       | 1       | 0       | 1       | 2       |
| 1929–30      | «Детройт Кугарс»             | НХЛ          | 43               | 14               | 5                | 19               | 28               | —       | —       | —       | —       | —       |
| 1930–31      | «Детройт Фелконс»            | НХЛ          | 41               | 12               | 6                | 18               | 23               | —       | —       | —       | —       | —       |
| 1931–32      | «Детройт Фелконс»            | НХЛ          | 48               | 12               | 8                | 20               | 18               | 2       | 0       | 0       | 0       | 0       |
| 1932–33      | «Детройт Ред-Вінгс»          | НХЛ          | 45               | 12               | 11               | 23               | 25               | 4       | 1       | 0       | 1       | 4       |
| 1933–34      | «Детройт Ред-Вінгс»          | НХЛ          | 48               | 16               | 19               | 35               | 36               | 9       | 3       | 7       | 10      | 2       |
| 1934–35      | «Детройт Ред-Вінгс»          | НХЛ          | 48               | 17               | 29               | 46               | 24               | —       | —       | —       | —       | —       |
| 1935–36      | «Детройт Ред-Вінгс»          | НХЛ          | 44               | 16               | 18               | 34               | 17               | 7       | 1       | 2       | 3       | 2       |
| 1936–37      | «Детройт Ред-Вінгс»          | НХЛ          | 45               | 23               | 20               | 43               | 20               | —       | —       | —       | —       | —       |
| 1937–38      | «Детройт Ред-Вінгс»          | НХЛ          | 47               | 10               | 9                | 19               | 19               | —       | —       | —       | —       | —       |
| 1938–39      | «Детройт Ред-Вінгс»          | НХЛ          | 1                | 1                | 0                | 1                | 0                | —       | —       | —       | —       | —       |
| 1938–39      | «Піттсбург Горнетс»          | ІАХЛ         | 39               | 8                | 19               | 27               | 16               | —       | —       | —       | —       | —       |
| 1939–40      | «Піттсбург Горнетс»          | ІАХЛ         | 39               | 12               | 12               | 24               | 12               | 9       | 3       | 8       | 11      | 4       |
| 1940–41      | «Піттсбург Горнетс»          | АХЛ          | 6                | 0                | 3                | 3                | 2                | —       | —       | —       | —       | —       |
| 1943–44      | «Піттсбург Горнетс»          | АХЛ          | 1                | 0                | 0                | 0                | 0                | —       | —       | —       | —       | —       |
| Усього в НХЛ | Усього в НХЛ                 | Усього в НХЛ | 489              | 147              | 129              | 276              | 279              | 24      | 6       | 9       | 15      | 10      |